# Кандидат
Кандидат е лице, което търси или е предложено за длъжност чрез избор или назначаване.

## Етимология
Думата произлиза от латински: candidatus – „този, който се стреми към длъжност“, като първоначалното значение е „облечен в бяла тога“, от миналото причастие на candidare – „да направя бял или светъл“, от candidus – миналото причастие на candere – „да блести“, оттам идва и candela - свещ.
Бялото е обичайният цвят на римската тога, но търсещите длъжност в Древен Рим са носели блестяща бяла тога (toga candida), избелвана с фина прахообразна креда, вероятно за да покаже чистотата на намеренията.

## Друга употреба
- Кандидат на науките – научна степен, която стои под степента „доктор на науките“ в държави с двустепенна система на научните степени
- Кандидат-решение – математически термин, с който се означава елемент от множеството на възможните решения на дадена задача
- Офицерски кандидат – най-висшето сержантско звание, което се присвоява на особено отличил се старшина с дългогодишна служба

## Филми
- „Кандидатът“ (The Front Runner) – американска политическа драма от 2018 г.
- „Манджурският кандидат“ (The Manchurian Candidate) – американски политически трилър от 2004 г.
- „Лабиринтът: Последният кандидат“ (Maze Runner: The Death Cure) – американски дистопичен екшън филм от 2018 г.